# Lester Steers
Lester „Les“ Leroy Steers (* 16. Juni 1917 in Rhonerville, Eureka, Kalifornien; † 23. Januar 2003 in Richland, Washington) war ein amerikanischer Hochspringer, dessen Weltrekord zwölf Jahre Bestand hatte.

## Leben
Steers besuchte die Palo Alto High School. Nach dem Abschluss musste er aufgrund der Weltwirtschaftskrise im elterlichen Betrieb arbeiten. Erst 1939 begann er im nahen San Mateo Junior College mit dem Grundstudium. Er war ein sehr guter Hochspringer und wurde 1939 und 1940 amerikanischer Meister der AAU sowie in Monte Carlo Studentenweltmeister im Hochsprung. Zudem nahm er in Monte Carlo auch am Speerwurf (Zweiter) und am Fünfkampf (Dritter) teil. Daraufhin konnte er sich aussuchen, welches Leistungssportstipendium er annehmen sollte. Er entschied sich wegen des prominenten Trainers Bill Hayward für die University of Oregon, wo er Leibesübungen studierte. Hier setzte er seine Erfolgsserie fort, sodass das Jahr (1941) zu seinem erfolgreichsten wurde. Er wurde amerikanischer Hochschulmeister der NCAA, gewann erneut die amerikanische Meisterschaft (AAU) für den San Francisco Olympic Club und verbesserte dreimal den Weltrekord.
- 2,10 m (6' 10 3/4") in Seattle am 26. April 1941
- 2,105 m (6' 10 7/8") in Los Angeles am 24. Mai 1941
- 2,11 m (6' 11") in Los Angeles am 17. Juni 1941.[6]
- 2,14 m (7' 1/2") in Eugene am 27. Februar 1941 in der Halbzeit eines Basketballspiels in der Halle.[7]

Er sprang in der Bauchwälzer genannten Variante des Western Rolls.
Steers brach sein Studium zum Wintersemester ab, heiratete und zog in den Norden in den Bundesstaats Washington, wo er zunächst als Holzarbeiter, später als Vertreter arbeitete. Als junger Vater war er vom Wehrdienst freigestellt. Er starb 2003.

## Ehrungen
1974 wurde er in die USA Track and Field Hall of Fame, 1992 in die University of Oregon Hall of Fame aufgenommen.